# 에르난데스파카
에르난데스파카(Cuniculus hernandezi)는 파카의 일종으로 콜롬비아의 코르디예라 센트랄 산맥의 토착종이다. 몸무게가 6.4kg 이상으로 전 세계 설치류 중에서 세 번째로 큰 종이다. 산파카(Cuniculus hernandezi)와 아주 유사하지만, 미토콘드리아 DNA 분석을 통해 별도의 종이라는 사실이 밝혀졌다. 종소명은 콜롬비아 생물학자 호르헤 에르난데스 카마초(Jorge Hernández Camacho) 박사의 이름에서 유래했다. 2014년 헥터 라미레즈 - 차베스(Héctor Ramírez-Chaves)와 세르지오 솔라리(Sergio Solari)는 이 종을 현재 국제동물명명규약(ICZN)의 규칙에 의거하여 유효하지 않은 이름(무자격명)으로 간주했다.